# Åke Wickman
Åke Gösta Wickman, född 15 oktober 1894 i Stockholm, död 8 september 1988 i Lund, var en svensk boktryckare.
Åke Wickman var son till Gustaf Wickman och Amalia Appelgren. Efter studentexamen i Stockholm 1914 och officersexamen 1916 genomgick han Ridskolan på Strömsholm 1917–1918, blev underlöjtnant vid Livregementets dragoner 1919, löjtnant 1921 och övergick 1922 till reserven. Han befordrades 1931 till ryttmästare. Efter att 1920 blivit anställd vid Generalstabens litografiska anstalt blev han 1935 dess chef och samtidigt VD i A. Börtzells tryckeri AB. 1940 blev han vice VD i Esselte AB. Han var från 1940 styrelseledamot eller disponent i ett flertal företag tillhörande Sveriges litografiska tryckerier, i vars styrelse han från 1947 var suppleant. Wickman var ordförande i Sveriges litografiska tryckeriägares förbund från 1946, i Sveriges grafiska industriförbund från 1948 och i Svenska bokförläggareföreningen 1948–1952. Wickman var inte bara betydelsefull inom karttryckets område utan gjorde även insatser för den geografiska vetenskapen, bland annat som utgivare av tidskriften Globen och medarbetare i Sveriges kartläggning (1922–1948), Bildreproduktionen i Sverige (1923) och Svenska orter (1-3, 1932–1952). Han var från 1933 skattmästare i Svenska sällskapet för antropologi och geografi, från 1942 i Karolinska förbundet och från 1945 vice ordförande i Armémusei vänner.